# Martin-Joseph Mengal
Martin-Joseph Mengal (27 de janeiro de 1784, Ghent - 4 de julho de 1851, Ghent) foi um compositor e professor belga cuja família era musical, tendo recebido aulas de trompa e violino quando criança. Aos 13 anos tocava a primeira trompa na ópera de Ghent. A partir de 1804, Mengal mudou-se para Paris para estudar no Conservatório de Paris com Frédéric Duvernoy e Charles-Simon Catel, mas em dezembro do mesmo ano ingressou no serviço militar francês e marchou na Guerra da Terceira Coalizão contra a Itália, Áustria e Prússia  sob Napoleão Bonaparte.
As ligações de Mengal com o compositor Anton Reicha e com o diplomata Charles Maurice de Talleyrand-Périgord permitiram encenar a sua obra operística na Opéra-comique de Paris. Em 1825 Mengal retornou a Ghent, tornando-se regente da Orquestra da Ópera de Antuérpia em 1830, e pouco depois assumiu o mesmo cargo em Haia. Mengal foi o diretor fundador do Conservatório Real de Ghent em 1835 e atuou como diretor lá até sua morte. Seus alunos lá incluíram François-Auguste Gevaert.
Suas óperas incluem Les infidèles (1823, Paris), Le Vampire ou L'Homme du néant (1826, Ghent), Apothéose de Talma (1826, Ghent) e a ópera cômica Un jour à Vaucluse ou Le Poète ambassadeur (1830, Ghent) ). Algumas composições de seu irmão mais novo Jean-Baptiste Mengal (1792-1878) também sobreviveram.